# Eremophila clarkei
Eremophila clarkei är en flenörtsväxtart som beskrevs av Oldfield och F. Muell.. Eremophila clarkei ingår i släktet Eremophila och familjen flenörtsväxter. Inga underarter finns listade i Catalogue of Life.